# گراهام پاتر
گراهام استیون پاتر (انگلیسی: Graham Stephen Potter؛ زادهٔ ۲۰ مهٔ ۱۹۷۵) بازیکن سابق فوتبال و سرمربی کنونی اهل انگلستان است.
از باشگاه‌هایی که در آن بازی کرده‌است می‌توان به بیرمنگام سیتی، وایکام واندررز، استوک سیتی، ساوت‌همپتون، وست برومویچ آلبیون، نورث‌همپتون تاون، ردینگ، یورک سیتی، بوستون یونایتد، شروزبری تاون و مکلسفیلد تاون اشاره کرد.